# Metalink
Metalink è un formato aperto di file per programmi o applicazioni che scaricano dalla rete, inclusi gestori di download, client BitTorrent, browser Web, client FTP e programmi P2P. 
Il protocollo utilizzato per specificare le fonti può essere FTP, HTTP o P2P e l'estensione del metafile è .metalink.

## Miglioramenti
Per migliorare l'efficienza, Metalink ingloba in un singolo metafile le diverse fonti da dove un file può essere scaricato.  Questo metodo fornisce sicurezza nel caso in cui il download da una singola locazione fallisca. Alcuni client traggono profitto dal fatto di avere più collegamenti a disposizione prelevando diversi segmenti dello stesso file da più fonti, aumentando così la velocità di scaricamento (download segmentato).